# San Martino di Finita
San Martino di Finita es un municipio situado en el territorio de la provincia de Cosenza, en Calabria (Italia).

## Demografía
| Gráfica de evolución demográfica de San Martino di Finita entre 1861 y 2001 |
|                                                                             |
| Fuente ISTAT - elaboración gráfica a cargo de Wikipedia                     |

- Datos: Q53976
- Multimedia: San Martino di Finita / Q53976

1. ↑  Worldpostalcodes.org, código postal n.º 87010.
2. ↑  «Codici Catastali». Comuni-italiani.it (en italiano). Consultado el 29 de abril de 2017.